# ミシェル・カレ
ミシェル・カレまたはミシェル＝アントワーヌ＝フロランタン・カレ（フランス語: Michel-Antoine-Florentin Carré、1821年10月20日 –1872年6月28日）は、ブザンソンに生まれたフランスの劇作家、台本作家であり、アルジャントゥイユで亡くなった。

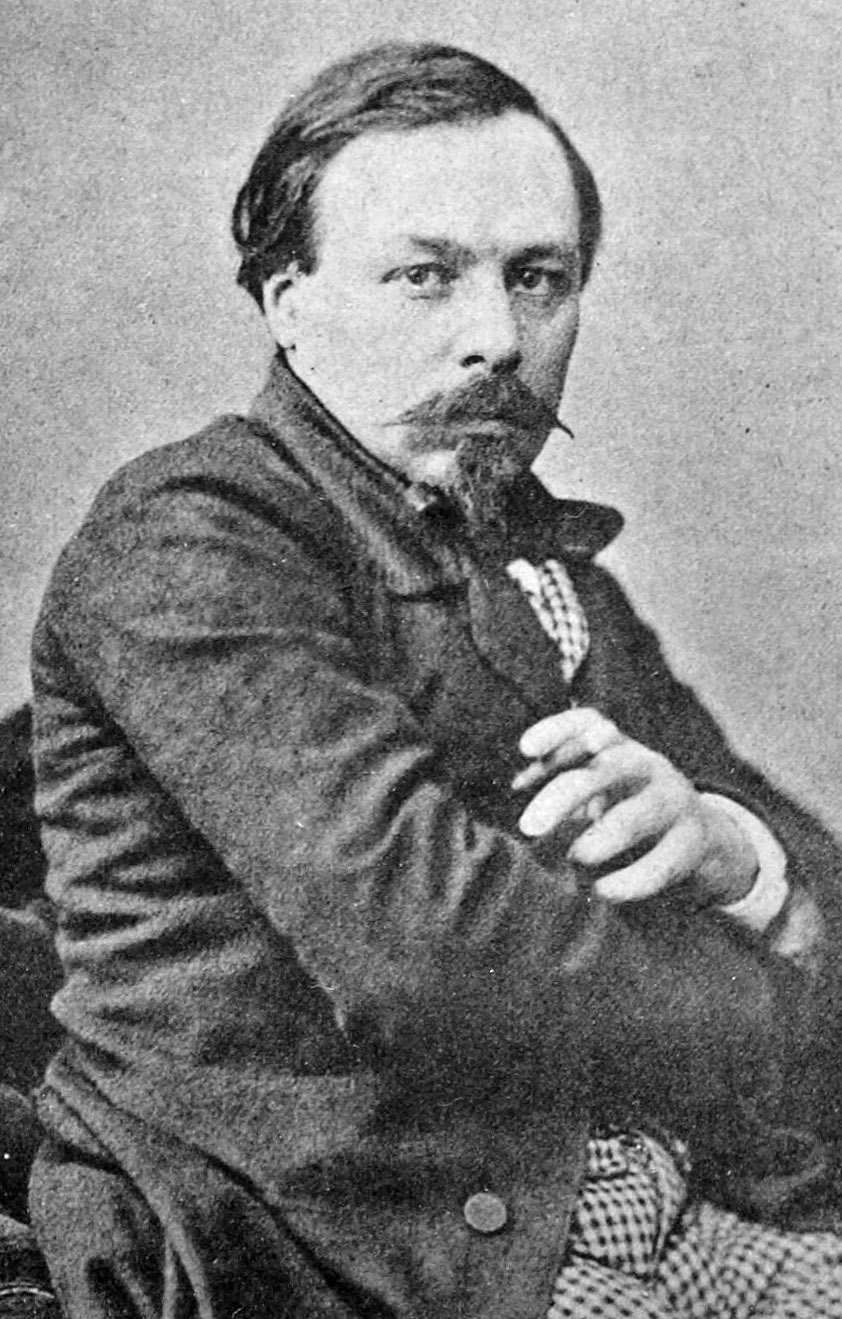
ミシェル・カレ

彼はキャリアの大半の期間をジュール・バルビエとの共作に費やし、特にシャルル・グノーのオペラの主要作でその名を馳せた。また、アンブロワーズ・トマの『ハムレット』（1868年）のリブレットも担当している。
その他、ジュール・ヴェルヌとアリスティド・イニャール作曲によるオペラ・コミック『目の見えぬコラン』、『マルジョレーヌの仲間たち』、『アルデンヌの宿』の3作品を共同で作成した。

## 生涯
彼は憲兵隊中隊長でレジオン・ドヌール勲章受章者のユーグ・カレとブルージュ出身のメラニー・フランソワーズ・カレの息子だった。
彼は1863年7月30日にパリでジャンヌ・ベルト・バレティと結婚した。
彼は映画監督のミシェル・カレ(1865年-1945年)の父であり、演出家で作家のアルベール・カレの叔父でもある。

## 表敬
- アルジャントゥイユにある通りには彼の名前が付けられている。

## 主要作品

### 演劇作品
ジュール・バルビエとの共作
- 『ホフマン物語』、5 幕のドラマ (1851年) オデオン劇場（フランス語版）。この作品は、ミシェル・カレの死後、1881年にジュール・バルビエによって書かれた、ジャック・オッフェンバックの同名のオペラ『ホフマン物語』の台本の基礎となった。

### リブレット
単独での制作
ジョセフ・オーケリー『狡猾さには狡猾さを』(Ruse contre ruse)（1873年）
ジュール・バルビエとの共作
- シャルル・グノー:
  - 『いやいやながら医者にされ（英語版）』、モリエールの戯曲に基づく3幕のオペラ・コミック (1858年)
  - 『ファウスト』、5 幕のオペラ (1859年)、リリック劇場
  - 『鳩（英語版）』、2幕のオペラ・コミック(1860年)
  - 『サバの女王』、4幕のグランド・オペラ (1862年)、パリ・オペラ座 （サル ル ペルティエ）
  - 『ロメオとジュリエット』、シェイクスピア (1867年) の戯曲に基づく5 幕のオペラ、リリック劇場
  - 『フィレモンとボシス（英語版）』、2幕のオペラ・コミック(1869年)、リリック劇場
  - 『ポリュクト（英語版）』、コルネイユの戯曲に基づく5幕のオペラ (1878年)
- フロマンタル・アレヴィ: 『オビニーのヴァランティーヌ』(1856年)
- ヴィクトル・マッセ（英語版）
  - 『ガラテ』（Galathée)、2 幕のオペラ・コミック (1852年)、オペラ コミック座
  - 『ジャネットの結婚式（英語版）』、一幕物のオペラ・コミック (1853年)、オペラ コミック座
  - 『ミス・フォーヴェット』（Miss Fauvette、1855年)
  - 『季節』（Les Saisons）、3幕4場のオペラ・コミック (1855年)
  - 『ポールとヴィルジニー』（Paul et Virginie、1876年、遺作）
- ジャコモ・マイアベーア: 『ディノラ』、3幕のオペラ・コミック(1859年)
- エルネスト・レイエル: 『偶像（英語版）』、3幕のオペラ・コミック (1861年)、パリ・オペラ座（サル・ル・ペルティエ）
- カミーユ・サン＝サーンス: 『銀の音色（英語版）』、抒情劇、4幕 (1877年)
- アンブロワーズ・トマ:
  - 『プシュケ』、4幕のオペラ (1857年)、オペラ・コミック
  - 『ミニョン』、ゲーテの原作に基づく3幕5場の抒情悲劇(1866年)、オペラ コミック座
  - 『ハムレット』、シェイクスピアの戯曲に基づく5 幕のオペラ (1868年)、パリ オペラ座（サル・ル・ペルティエ）
  - 『リミニのフランソワーズ（英語版）』、4幕のオペラ (1882年)、（ガルニエ宮）

他の台本作家との共作
- ジョルジュ・ビゼー: 『真珠採り」(1863年) ウジェーヌ・コルモン（フランス語版）との共作
- ヴィクトル・マッセ（英語版）
  - 『アリザのフィオール』（Fior d'Aliza）(1866年)イポリット・リュカス（フランス語版）との共作
- ジャック・オッフェンバック:
  - 『サンフルールの薔薇（英語版）』(La Rose de Saint-Flour、1856年） シャルル・ニュイッテル との共演。
  - 『ランタン灯りでの結婚式（フランス語版）』(Le Mariage aux lanternes、1857年） レオン・バテュ（フランス語版）との共作